# 柳亭左龍 (6代目)
六代目 柳亭 左龍（りゅうてい さりゅう、 1970年2月15日 - ）は、落語家。千葉県柏市出身。落語協会所属。本名：中村 進。出囃子は「俄獅子」。

## 概要
1993年3月、柳家さん喬に入門し、5月に前座名「小太郎」として楽屋入り。1996年5月、二ツ目昇進。
2006年3月、柳家獅堂、林家久蔵、柳家三三、三代目柳家甚語楼とともに真打昇進。六代目「柳亭左龍」を襲名。
2009年に第14回林家彦六賞を、2010年	花形演芸大賞銀賞、2011年花形演芸大賞金賞、2012年花形演芸大賞金賞をそれぞれ受賞している。

## 人物
東京女子大学非常勤講師（日本の古典芸能）を勤めている。同期である柳家三三との勉強会を年四回行っている。
その体型から「落語界のパパイヤ鈴木」を名乗る。趣味は釣り、ドライブ、ラグビー観戦。
落語協会の黒門亭公演の企画「二ツ目がトリ」において、当時小太郎であった左龍が初めて主任（トリ）を務めた。

## 芸歴
- 1993年3月：柳家さん喬に入門、小太郎を名乗る。
- 1996年5月：二ツ目昇進。
- 2006年5月：真打昇進、六代目柳亭左龍襲名。

## 演目
- 明烏
- 朝友
- 愛宕山
- 居残り佐平次
- 甲府い
- 崇徳院
- 竹の水仙
- 佃祭
- 富久
- 猫怪談
- 羽織の遊び
- 花見の仇討ち
- 百年目
- 不動坊
- 棒鱈
- 名刀捨丸
- もう半分
- 百川
- 夢の酒
- 淀五郎
- らくだ

## 受賞歴
- 2009年 - 第14回 『林家彦六賞』
- 2010年 - 『花形演芸大賞』∶銀賞
- 2011年 - 『花形演芸大賞』∶金賞
- 2012年 - 『花形演芸大賞』∶金賞

## 弟子
二ツ目
- 柳家小太郎

## 出演
- 大河ドラマ 青天を衝け - 江戸ことば指導（2021年、NHK)
- 御法度落語 おなじはなし寄席！(2021年4月3日、BS朝日) 「そば清」
- 大河ドラマ べらぼう〜蔦重栄華乃夢噺〜 - 江戸ことば指導、烏亭焉馬 役（2025年、NHK)[1]

## 著書
- 使ってみたいイキでイナセな江戸ことば（小学館、2008年9月） ISBN 978-4093878067
- 柳家さん喬一門本 ～世にも奇妙なお弟子たち～　＊さん喬と弟子たち共著（秀和システム、2021年1月） ISBN 978-4798063287
- イキでイナセな江戸ことば（三笠書房、2025年7月） ISBN 978-4837989332